# St. Pauli Girl
St. Pauli Girl é uma cerveja alemã fabricada (e engarrafada) pela Brauerei Beck GmbH & Co. KG em Bremen, na Alemanha. O nome da cerveja deriva do fato de que a cervejaria, inaugurada em 1857 por Lüder Rutenberg, se localizava perto do antigo Mosteiro St Peter und Paul, em Bremen.
Atualmente, existem três tipos de cerveja produzidos:
- Lager St. Pauli Girl
- Special Dark St. Pauli Girl
- St. Pauli (sem álcool).

A cerveja é produzida apenas para exportação e não é vendida na Alemanha.
As cervejas da St Pauli Girl são fabricadas de acordo com a Reinheitsgebot (a famosa lei alemã de pureza) de 1516. O criativo logotipo da cerveja, que mostra uma mulher usando roupas tradicionais alemãs, foi criado para a cerveja apenas em 1800, com a chegada da garrafa. O artista local criou esse logotipo à cerveja devido a inspiração que ele teve de uma garçonete da época.
No período antes da Primeira Guerra Mundial o St Pauli Girl foi a cerveja alemã mais famosa para a exportação e sinônimo de cerveja alemã nos Estados Unidos. Depois da guerra, a St Pauli Girl foi reintroduzida pela Beck's no mercado estadunidense apenas em 1965. A distribuição nacional começou em 1975. Nos Estados Unidos, a primeira cerveja da St. Pauli (sem álcool) só foi vendida pela primeira vez em 1991. A St Pauli Girl é a segunda cerveja alemã mais vendida nos Estados Unidos.

## Modelos da "St. Pauli Girl"
Desde 1982, a cerveja "St. Pauli Girl" vem escolhendo uma modelo para representar a cerveja nacionalmente todos os anos e também para aparecer nos populares cartazes da "St. Pauli Girl".
- 1977 - O primeiro ano de uma garota representando a "St Pauli Girl"
- 1982
- 1983
- 1984
- 1985
- 1986
- 1987
- 1988 - Jennifer Fabello
- 1989 - Jennifer Fabello
- 1990 - Felice Schachter
- 1991 - Katie Vogt
- 1992
- 1993
- 1994
- 1995
- 1996
- 1997
- 1998 - Teresa Politi
- 1999 - Jaime Bergman, a Playmate de janeiro de 1999 (da Revista Playboy)
- 2000 - Angela Little, a Playmate de agosto de 1998 (da Revista Playboy)
- 2001 - Neriah Davis, a Playmate de março de 1994 (da Revista Playboy)
- 2002 - Heather Kozar, a Playmate de janeiro de 1998 (da Revista Playboy)
- 2003 - Lisa Dergan, a Playmate de julho de 1998 (da Revista Playboy)
- 2004 - Berglind Icey, modelo e atriz
- 2005 - Stacy Fuson, a Playmate de fevereiro de 1999 (da Revista Playboy)
- 2006 - Brittany Evans, modelo
- 2007 - Bobbi Sue Luther, modelo e atriz
- 2008 - Irina Voronina, a Playmate de janeiro de 2001 (da Revista Playboy)
- 2009 - Katarina Van Derham, modelo eslava[2][3]
- 2010 - Katarina Van Derham, modelo eslava